# تری‌فنیل‌فسفین دی‌کلرید
تری‌فنیل‌فسفین دی‌کلرید (به انگلیسی: Triphenylphosphine dichloride) با فرمول شیمیایی C۱۸H۱۵Cl۲P یک ترکیب شیمیایی است. که جرم مولی آن ۳۳۳٫۱۹ g/mol می‌باشد. 

## نگارخانه

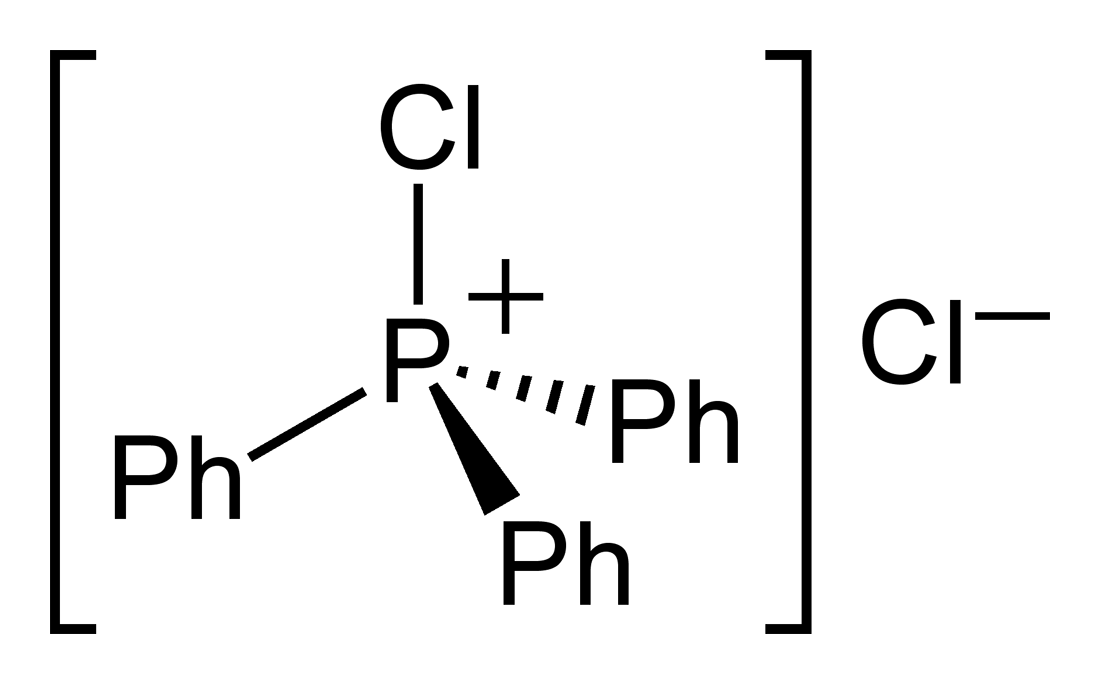
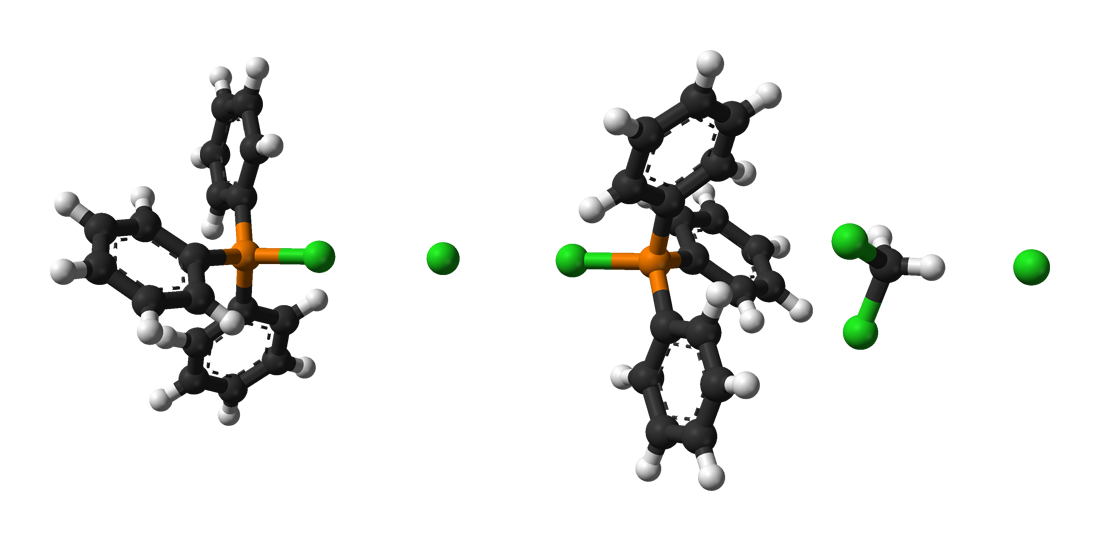
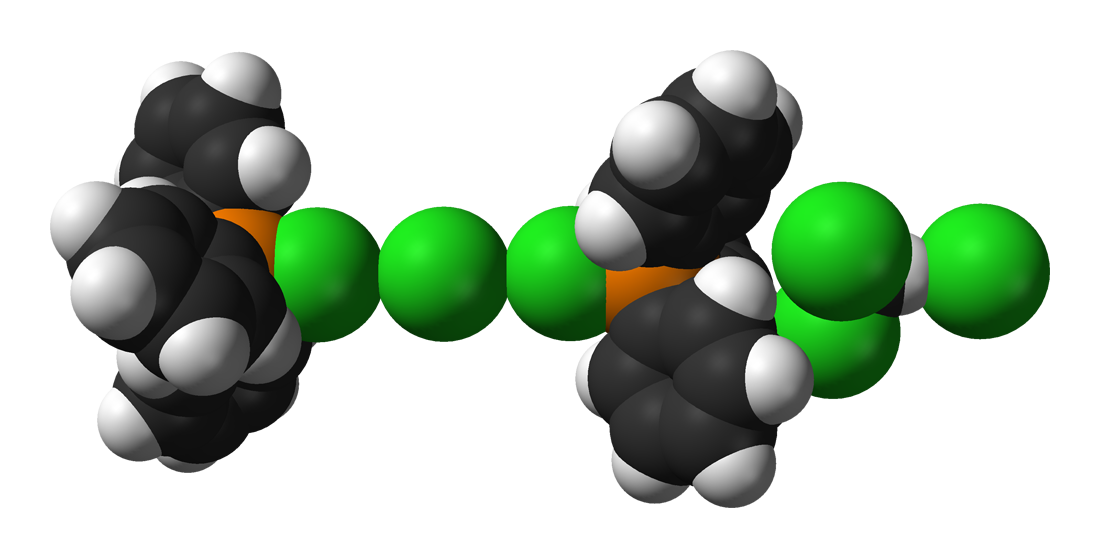